# Toyota HiAce
Toyota Hiace – samochód produkowany pod japońską marką Toyota od roku 1967. Przez cały okres produkcji występował w wielu wersjach nadwoziowych, m.in.: pick-up, minivan, minibus czy też ambulans. Nazwa Hiace pochodzi od połączenia angielskich słów high i ace, nawiązuje w ten sposób także do poprzednika, modelu Toyoace.

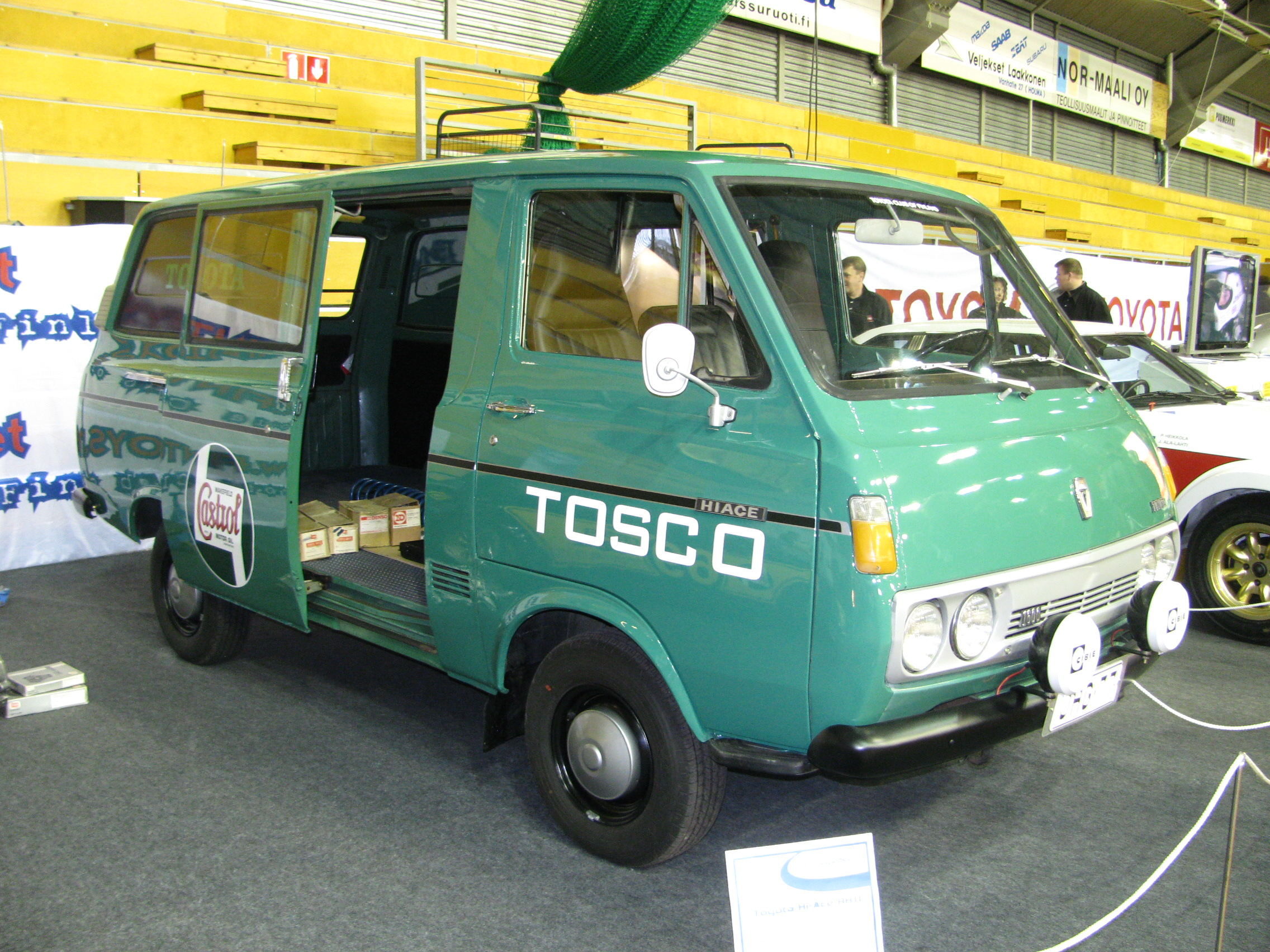
Hiace H10

Pierwsza generacja modelu produkowana była od października 1967 roku. Van dostępny był w trzech konfiguracjach (PH10V - dostawczy, PH10V-V - 6-osobowy i PH10V-CD - Deluxe), pick-up także w trzech wariantach (PH10 - truck, PH10-B - flat deck i PH10P - double cab). Długość nadwozia przy rozstawie osi 2300/2350 mm wynosiła od 4305 do 4350 mm. Do napędu służyły silniki 3P R4 o pojemności 1345 cm³ i mocy maksymalnej 65 KM, 2R (1.5) i 12R (1.6). Van cechował się nadwoziem samonośnym oraz niezależnym przednim zawieszeniem.

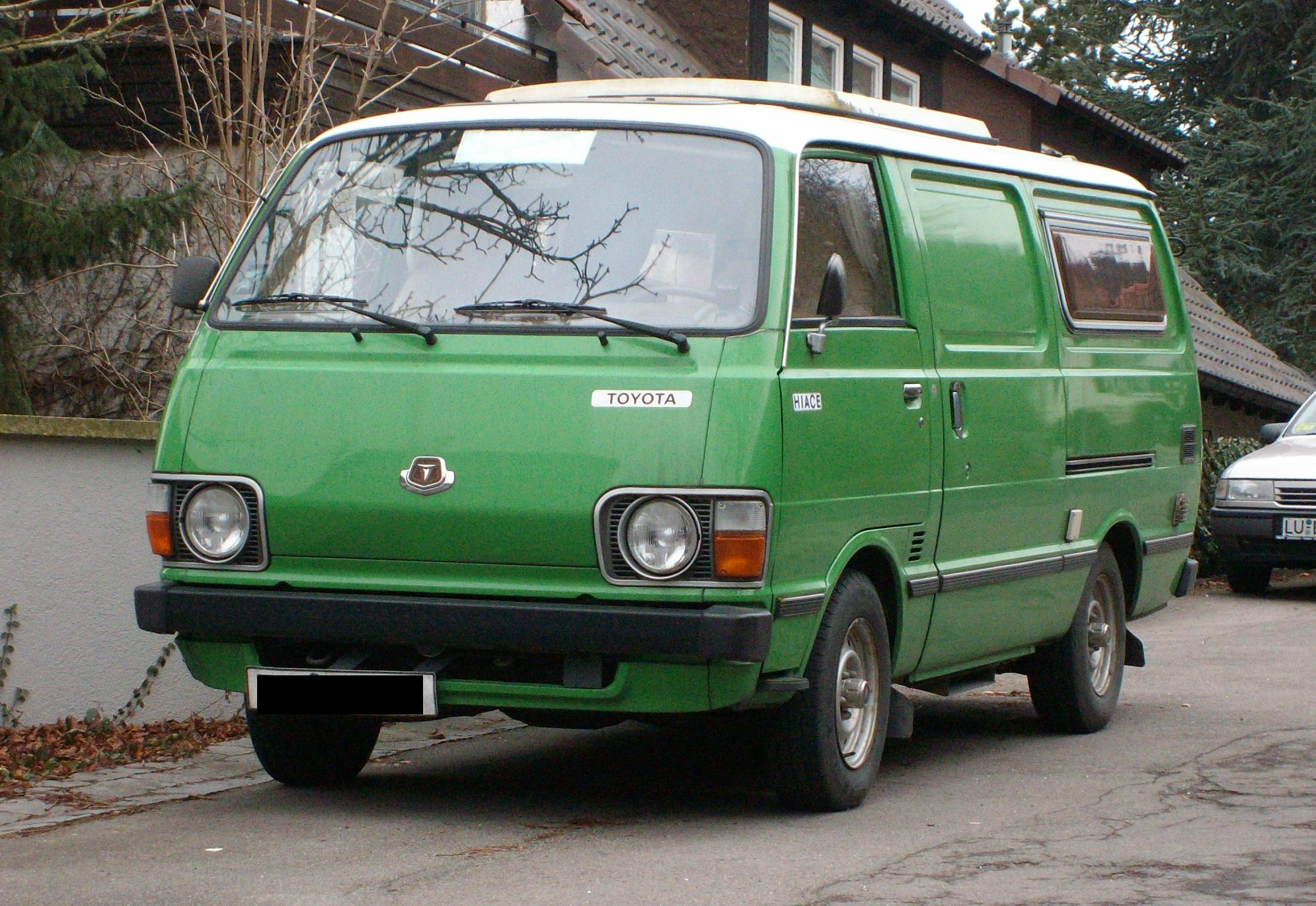
Druga generacja

Drugie wcielenie modelu oferowane było od lutego 1977. Wersja van występowała w odmianach: Van Standard, Van Deluxe i Long Van Deluxe. Pick-up był dostępny w konfiguracjach: Low Floor Standard/Deluxe i High Floor Standard. Do napędu używano silników: R4 12R-J OHV o pojemności 1587 cm³ i mocy 80 KM, 18R-U (2.0) i 1.8 16R-J, od lipca 1979 dostępny był także diesel Type-L 2.2.

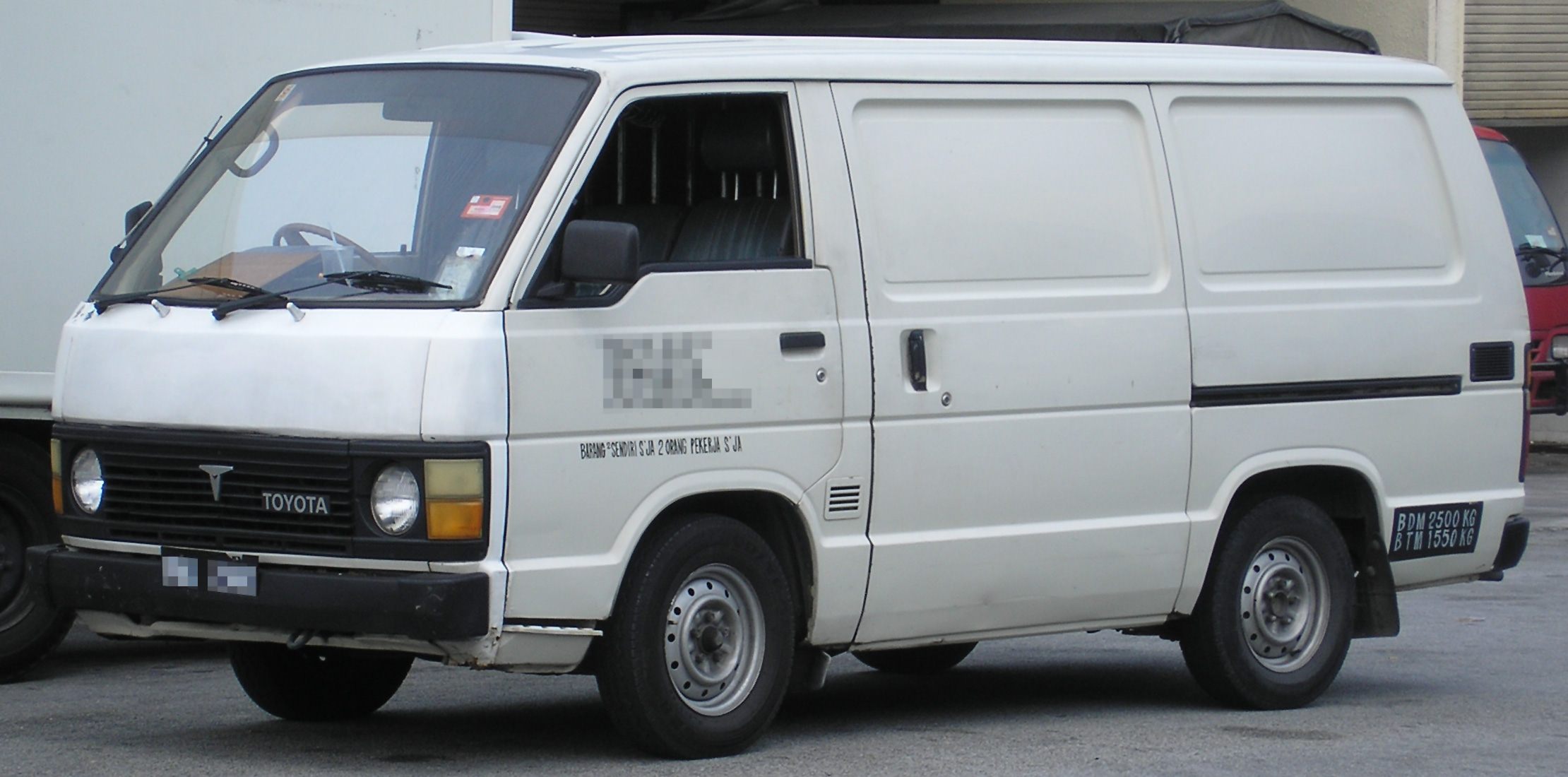
Trzecia generacja

Od grudnia 1982 dostępna była trzecia generacja vana. Rozstawi osi wynosił (w zależności od wersji) 2295/2495 mm, długość nadwozia zaś 4425/4690 mm. Do napędu vana używane były silniki jak np. wysokoprężna jednostka Type-L OHC o pojemności 2188 cm³ i mocy 72 KM oraz benzynowe 2Y (1.8) i 3Y (2.0 OHV o mocy 105 KM). Wersja pick-up dostępna była od sierpnia 1985, stylistyka nadwozia opierała się na modelu Dyna z 1984 roku, stała się wtedy zupełnie oddzielnym modelem. Przy rozstawie osi równym 2300 mm długość nadwozia wynosiła 4465 mm. Do napędu służyły silniki 2L (wysokoprężny 2,4 l, 83 KM) i 1Y-J (benzynowy 1.6, 84 KM).

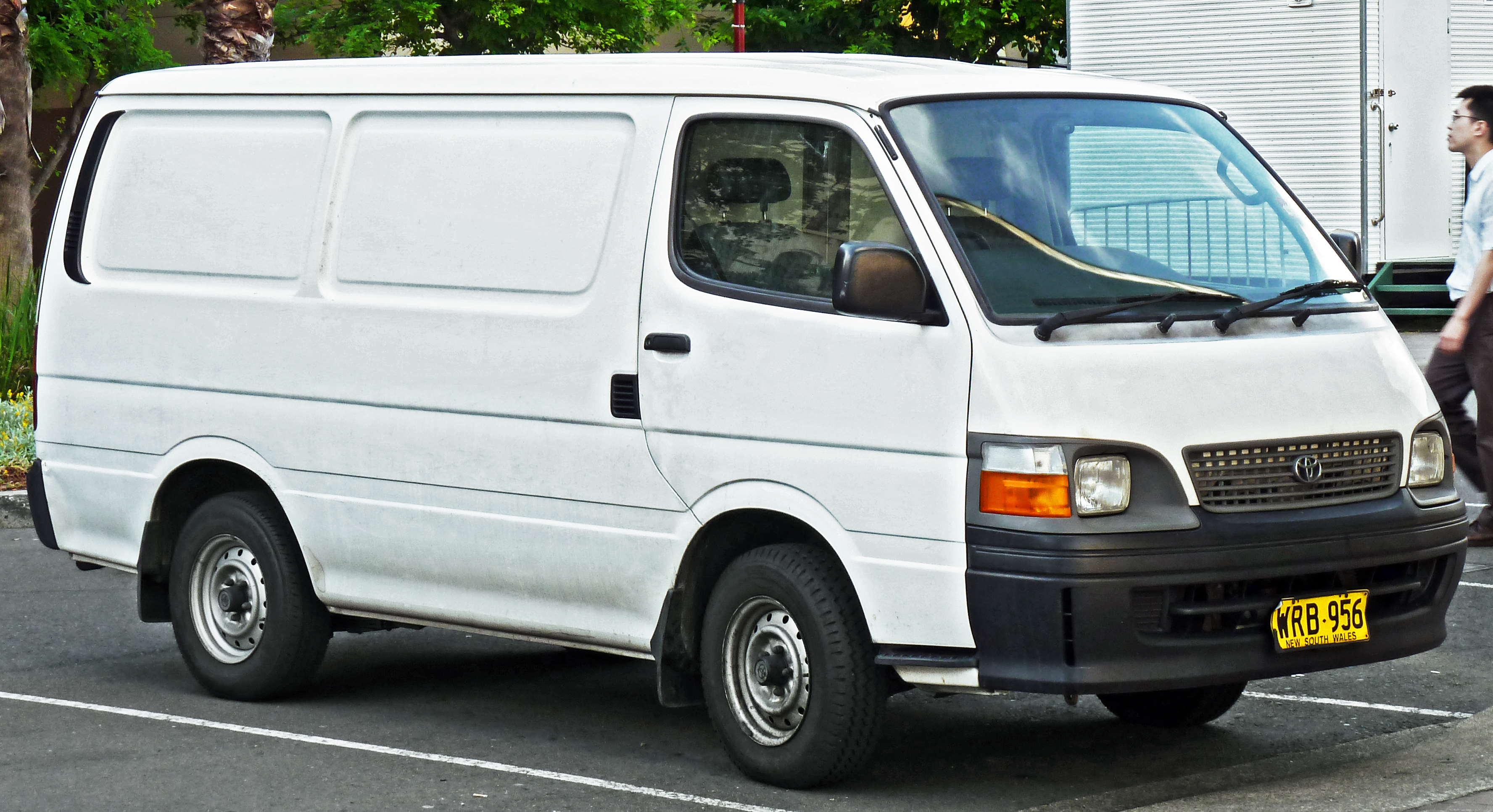
98-03 Hiace

Czwarta generacja modelu Hiace trafiła na rynek w sierpniu 1989. Zupełnie zmieniono paletę silników, stanowiły ją teraz jednostki: R4 2.0 1RZ-E i 1RZ, 2.4 2RZ-E oraz diesel 3.0 3L (dostępny z napędem AWD). W maju 1992 roku wprowadzono model Himedic oparty na Hiace 4. generacji (ambulans z silnikiem V8. Pick-up 4. generacji zadebiutował w maju 1995 roku, powiązanie z modelami Dyna i ToyoAce było jeszcze silniejsze, wszystkie części oprócz atrapy chłodnicy były wspólne

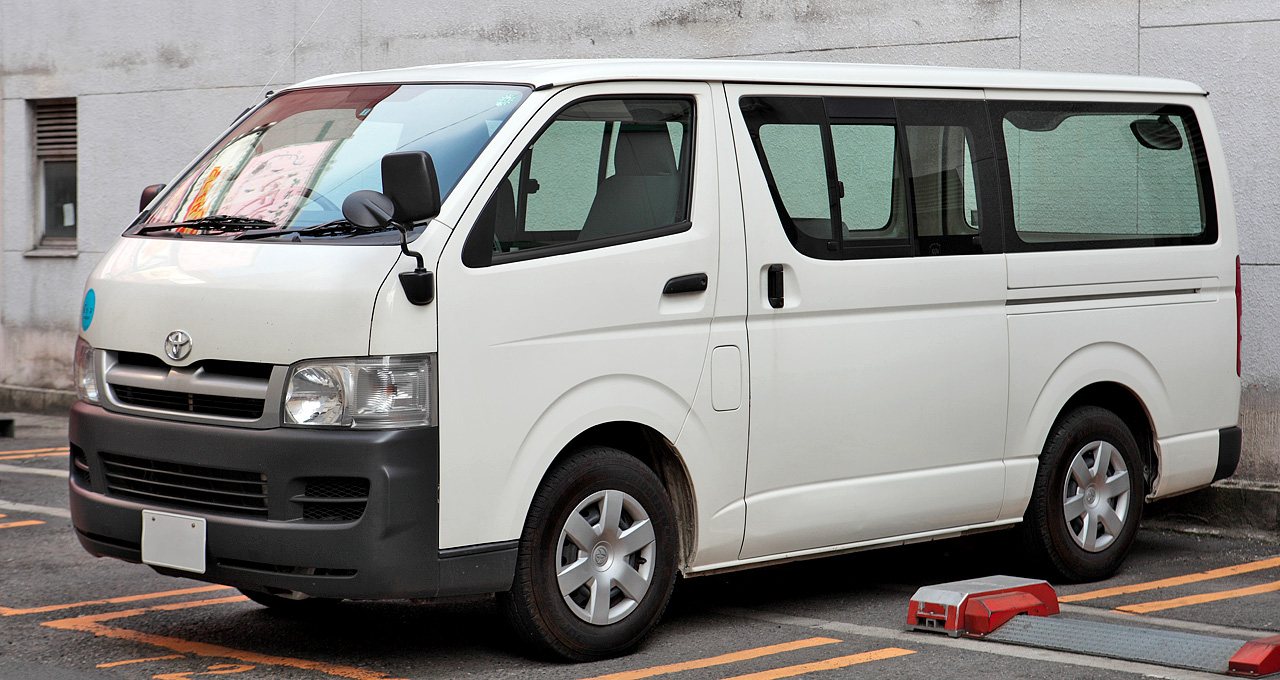
Hiace H200

Hiace piątej generacji sprzedawana jest od sierpnia 2004 roku.